# Forever & Always (пісня Тейлор Свіфт)
«Forever & Always» — пісня, написана та записана американською співачкою та автором пісень Тейлор Свіфт для її другого студійного альбому Fearless (2008). На написання пісні Свіфт надихнули її недовгі стосунки з Джо Джонасом у 2008 році. Спродюсована Свіфт і Нейтаном Чапманом, «Forever & Always» — це кантрі-поп і поп-рок пісня про непрості стосунки з колишнім хлопцем. Музичні критики визнали пісню захоплюючою, але банальною, і, що вона створила прецедент для написання пісень про її особисте життя, яке широко розголошувалося в наступних альбомах.
Свіфт виконала «Forever & Always» на церемонії вручення нагород Country Music Association Awards у 2009 році та під час свого туру Fearless. Після виходу Fearless трек посів 34 місце в американському Billboard Hot 100 і 32 місце в Canadian Hot 100. Він отримав платинову сертифікацію Американської асоціації компаній звукозапису. У 2021 році Свіфт перезаписала трек під назвою «Forever & Always (Taylor's Version)» для перезаписаного альбому Fearless (Taylor's Version). Він посів 41 місце в Billboard Global 200 і опинився в чартах Австралії, Канади, Сінгапуру та США.

## Передумови й написання
Тейлор Свіфт писала пісні для свого другого студійного альбому «Fearless» під час гастролей на розігріві для інших кантрі-музикантів, щоб просувати свій однойменний дебютний студійний альбом у 2007–2008 роках, коли їй було 17–18 років. Продовжуючи романтичні теми свого першого альбому, Свіфт писала пісні про кохання та особистий досвід з погляду дівчини-підлітка — так її шанувальники могли асоціювати себе з Fearless. Свіфт сказала, що майже кожен трек альбому мав «обличчя», з яким вона асоціювала себе.

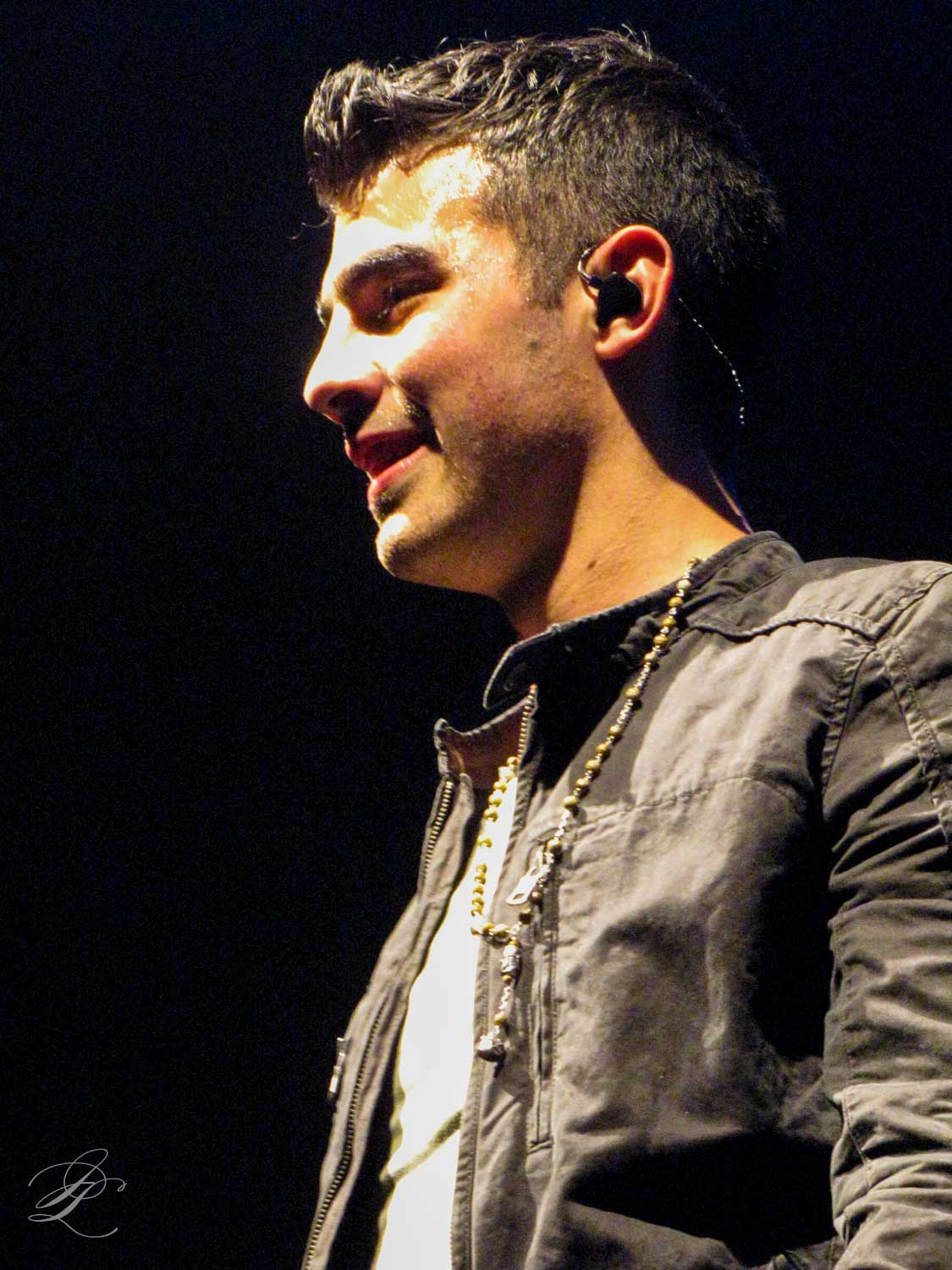
Розставання Свіфт з Джо Джонасом (на фото) надихнуло її на створення «Forever & Always».

«Forever & Always» була останньою піснею, яку Свіфт написала для Fearless, і вона благала Скотта Борчетту, президента її тодішнього лейблу Big Machine Records, дозволити їй включити її в альбом за день до фіналізації списку треків. Вона розповіла Rolling Stone, що трек показує «щось справді, дуже драматичне та божевільне», і їй «[потрібно] вирішити це у формі музики». Пояснюючи продакшн в останню хвилину, вона вказала, що «пише пісні про життя у міру того, як в ньому відбуваються події»; «Я можу щось написати, зателефонувати своєму продюсеру, ми можемо піти в студію, захопитись і відразу створити мікс». Свіфт записала «Forever & Always» з продюсером Нейтаном Чапманом у жовтні 2008 року, а Чед Карлсон записав і звів її на студії Starstruck у Нашвіллі.
Під час промоції Fearless Свіфт підтвердила в соціальних мережах і в телевізійних інтерв'ю, що її надихнув написати «Forever & Always» розрив зі співаком Джо Джонасом, з яким вона недовго зустрічалася з липня по жовтень 2008 року. У «Шоу Еллен ДеДженерес» вона описала його як «хлопця, який розлучився зі мною по телефону за 25 секунд, коли мені було 18». Вона розказала MTV News, що «завдячує» своїм фанатам рішення розповісти про своє особисте життя через музику. Джонас порушив питання щодо цієї пісні в номері журналу Seventeen за 2009 рік: «Це лестить. Завжди приємно почути іншу сторону історії». У травні 2019 року Свіфт з'явилася на шоу Еллен і згадала, що «[виставити] Джо Джонаса на посміховисько» у минулому було «найбільш бунтівним вчинком», який вона робила в підлітковому віці.

## Реліз
«Forever & Always» була випущена на альбомі Fearless 11 листопада 2008 року. «Piano Version» була включена до трек-листу Fearless: Platinum Edition, випущеного 26 жовтня 2009 року. «Forever & Always» посіла 34 місце в US Billboard Hot 100 у чарті від 5 листопада 2009 року за підтримки «Piano Version». Це була одна з дев’яти пісень Свіфт у Hot 100 того тижня, що зробили її першою жінкою-виконавцем, яка потрапила в чарт одночасно з дев’ятьма піснями. У липні 2018 року Американська асоціація компанії звукозапису сертифікувала пісню платиновою за перевищення мільйона одиниць на основі продажів і стрімінгу. У Канаді пісня посіла 37 місце в Canadian Hot 100. 
Після підписання нового контракту з Republic Records, Свіфт почала перезапис своїх перших шести студійних альбомів у листопаді 2020 року.
Перезаписи «Forever & Always» і «Piano Version», обидві з підзаголовком «Taylor's Version», були випущені в рамках альбомуFearless (Taylor's Version) 9 квітня 2021 року. Обидві перезаписані версії були спродюсовані Свіфт і Крістофером Роу, і були записані Девідом Пейном у Black Bird і Prime Recording Studios у Нашвіллі. Роу записав головний вокал Свіфт у своїй домашній студії в Лондоні, а Сербан Генеа звів треки в MixStar Studios у Вірджинія-Біч, штат Вірджинія. «Forever & Always (Taylor's Version)» потрапив в чарти Австралії (45 місце), Канади (37 місце), Сінгапуру (28 місце) і США (65 місце). Він досяг 41 місця в чарті Billboard Global 200. 

## Композиція та оцінки критиків
«Forever & Always» триває 3 хвилини 46 секунд. Це кантрі-поп і поп-рок пісня, у якій звучать гітари та скрипки. Спрямовуючи почуття відмови після розриву, композиція починається з того, що Свіфт описала як «ця гарна мелодія, під яку легко співати», і закінчується тим, що вона «в основному кричить, тому що [вона] така розлючена». Том Гарднер з Associated Press вважає, що цей трек демонструє «на грані солодкий стриманий голос Свіфт».
Свіфт сказала, що слова є саркастичним відображенням фрази «раз і назавжди», а трек розповідає про проблемні стосунки з колишнім хлопцем, який пообіцяв оповідачеві (героїні Свіфт) бути з нею назавжди. Хлопець зображений як незрілий, хто «не подзвонив» і залишає оповідачку гадати, що вона зробила не так, коли стосунки сходять нанівець. Вона звертається до нього: «Я зробила щось не так? Я сказала щось надто відверте, через що ти злякався і втік як наляканий маленький хлопчик?». В альбомних нотатках Свіфт включила секретне повідомлення пісні: «Якщо ти будеш грати в ці ігри, ми обидва програємо». За словами Дженніфер Кейшін Армстронг з Billboard, у той час, як в «Fearless» більшість пісень описує ідеальний роман, натхненний казкою, «Forever & Always» показує розбите серце в реальному житті.

## Живі виступи

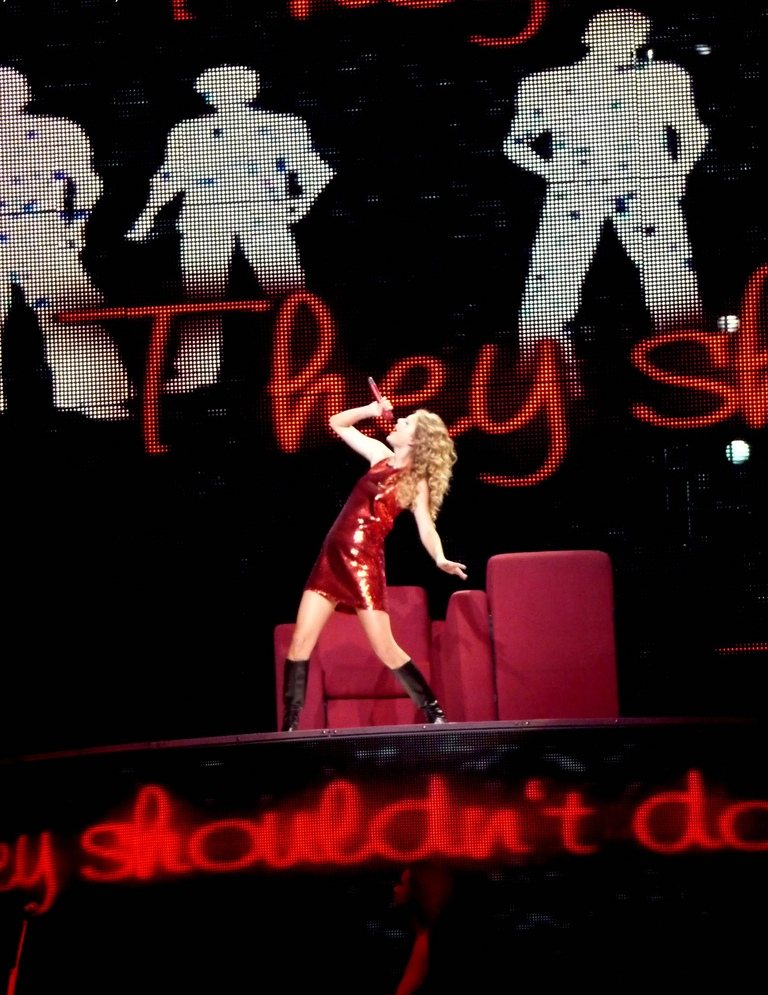
Свіфт виконує «Forever & Always» у турі Fearless (2010)

Свіфт вперше виконала «Forever & Always» під час Новорічного концерту Діка Кларка 2009, як частину попурі разом з «Picture to Burn», «Love Story» і «Change» 31 грудня 2008 року. У січні 2009 року в епізоді Saturday Night Live Свіфт виконала «Forever & Always» і «Love Story». Вона знову заспівала пісню під час виступів на Florida Strawberry Festival в лютому та на церемонії вручення нагород 2009 Country Music Association Awards в листопаді.
Пісня була частиною постійного сет-листа для туру Fearless Tour (2009–2010). Перед виконанням «Forever & Always» Свіфт дала іронічне інтерв’ю Ході Котбі з Today; Котбі запитала, чому чоловіки повинні зустрічатися зі Свіфт, якщо вона буде висміювати їх у піснях, на що Свіфт відповіла, що тоді вони «не повинні робити поганих вчинків». Після інтерв'ю Свіфт вийшла на сцену в червоній сукні, і під час виконання пісні кинула крісло зі сходів на сцену.
Свіфт виконувала «Forever & Always» декілька разів під час наступних світових турне. 22 березня 2013 року вона включила її до сет-листу в Колумбії, Південна Кароліна в рамках туру «Red Tour». 15 вересня 2018 року вона виконала пісню в Індіанаполісі, штат Індіана в рамках туру «Reputation Stadium Tour». 13 травня 2023 року «Forever & Always» також стала «піснею-сюрпризом» на концерті The Eras Tour у Філадельфії.

## Персонал
«Forever & Always» (2008)
- Тейлор Свіфт — головний вокал, авторка слів, продюсерка
- Чад Карлсон — інженер звукозапису, інженер зведення
- Нейтан Чапман — продюсер
- Шон Догерті — асистент зведення
- Тодд Тідвелл — асистент зведення

«Forever & Always (Taylor's Version)» (2021)
| - Тейлор Свіфт — головний вокал, продюсерка, бек-вокал - Макс Бернштайн — електрогітара - Метт Біллігслі — ударні, перкусія - Ден Бернс — перкусія - Дерек Гартен — додатковий інжиніринг - Сербан Генеа — зведення - Джон Гейнс — інжиніринг |  | - Амос Геллер — бас-гітара - Майк Мідовс — акустична гітара, бек-вокал - Девід Пейн — звукозапис - Ловелл Рейнольдс — асистент інженера звукозапису, додатковий інжиніринг - Крістофер Роу — продюсер, запис вокалу - Пол Сідоті — електрогітара, бек-вокал - Джонатан Юдкін — скрипка |

## Чарти
| Чарт (2008)                   | Найвища позиція |
| ----------------------------- | --------------- |
| Canadian Hot 100              | 37              |
| US Billboard Hot 100          | 34              |
| US Country Digital Song Sales | 44              |

| Чарт (2021)              | Найвища позиція |
| ------------------------ | --------------- |
| Австралія ARIA           | 45              |
| Canadian Hot 100         | 37              |
| Billboard Global 200     | 41              |
| Сінгапур RIAS            | 28              |
| UK Audio Streaming (OCC) | 83              |
| US Billboard Hot 100     | 65              |
| US Hot Country Songs     | 12              |

## Сертифікації
| Регіон                                                     | Сертифікація | Продажі    |
| ---------------------------------------------------------- | ------------ | ---------- |
| Австралія ARIA                                             | золота       | 35,000‡    |
| США RIAA                                                   | платинова    | 1,000,000‡ |
| ‡ дані про продажі та стрімінг лише на основі сертифікації |              |            |